# تسیرگولینا
تسیرگولینا (به لاتین: Tsirguliina) یک منطقهٔ مسکونی در استونی است که در دهستان والگا واقع شده‌است. تسیرگولینا ۲٫۵۷ کیلومتر مربع مساحت و ۴۹۹ نفر جمعیت دارد.